# Рио-нель-Эльба
Рио-нель-Эльба (итал. Rio nell'Elba) — коммуна в Италии на острове Эльба, располагается в регионе Тоскана, в провинции Ливорно.
Население составляет 1174 человека (2008 год), плотность населения составляет 73 чел./км². Занимает площадь 16 км². Почтовый индекс — 57039. Телефонный код — 0565.
Покровителем коммуны почитается святой Иаков Старший, празднование 25 июля.

## Демография
Динамика населения:

## Администрация коммуны
- Официальный сайт: